# Gunderup-stenen 1
Gunderup-stenen 1 er en runesten, fundet i Gunderup i 1629. Stenens oprindelige plads har været ved en gravhøj "paa Fialrø marck wdi Gunderup sogn" (Skonvig 1627), "tæt tilhøire for Veien mellem Fjellerad og Haals" (Worsaae). Al tale om, at stenen har stået på toppen af en høj stammer fra Worm, der har tydet Skonvigs meddelelse under påvirkning af indskriftens indhold. Stenen har formentlig stået ved højen, som tidligt er blevet ødelagt og anvendt som kartoffelkule. Den blev udgravet i 1898 uden at finde andet end to aflange firkantede huller med murstensbrokker, dvs. kartoffelkulerne. Runestenen står nu i Gunderup Kirkes våbenhus sammen med Gunderup-stenen 2.

## Indskrift
| Translitteration | Side A : tuki : raisþi : stini : þąisi : auk : karþi : kub(l) (:) : þausi : aft aba : mak : sin : þaikn : kuþan : auk : Side B : tufu : muþur : siną : þau : lika : baþi : i : þaum : hauki : abi : uni : tuka : fiaR : sins : aft : sik : |
| Transskription   | Tōki ræisþi stæina þessi ok gærði kumbl þausi æft Apa/Æbba, māg sinn, þegn gōðan, ok Tōfu, mōður sīna. Þau ligg[i]a bǣþi ī þæim haugi. Api/Æbbi unni Tōka fēaR sīns æft sik.                                                               |
| Oversættelse     | Toke rejste disse sten og gjorde disse kumbler efter sin måg (stedfader) Abe (Ebbe), en god thegn, og Tove, sin moder. De ligger begge i denne høj. Abe (Ebbe) undte Toke sit gods efter sig.                                              |

Indskriften er ordnet i bustrofedon på to tilstødende sider. Indskriften fortæller, at runestenen har været en del af et større stenmonument, muligvis i stil med de jævngamle Glavendrupstenen, Tryggevældestenen og Bække-stenen 2. Stenen er den eneste danske runesten, som specifikt nævner arveretlige forhold, som beskrevet af Birgit Sawyer. Dette kan skyldes, at stenrejseren Toke ikke er i direkte slægt med ham, som stenen er rejst efter, Ebbe. Toke er det mest almindelige mandsnavn på runesten i Danmark. Sønder Vissing-stenen 2 er også rejst af en mand ved navn Toke efter en mand ved navn Ebbe, men det kan ikke dokumenteres, at der er en forbindelse mellem de to.